# Obidiah Tarumbwa
Obidiah Tarumbwa (Bulawayo, 25 november 1985) is een Zimbabwaanse voetballer en international die ingezet kan worden als aanvallende middenvelder of in de spits. 
Hij werd opgeleid bij Highlanders FC, net als zijn landgenoten en Cercle-spelers Nyoni en Gombami. Hij tekende in februari 2008 een contract voor zes maanden bij Cercle Brugge met optie voor nog een bijkomend seizoen. In zijn eerste maanden bij Cercle bleef zijn optreden beperkt tot enkele invalbeurten. Toch werd zijn optie gelicht zodat hij ook in het seizoen 2008-2009 in het shirt van Cercle te zien was. Op 13 maart 2009 werd zijn contract bij Cercle in onderling overleg verbroken.
Tarumbwa keerde terug naar Zimbabwe, waar hij een contract van één jaar tekende voor Bantu Rovers. Van 2009 tot 2011 kwam Tarumbwa uit voor het Cypriotische Enosis Neon Paralimni. In dat jaar trok hij naar een andere Cypriotische club, APOP Kinyras Peyias. Hij speelde in Kenia en Zuid-Afrika voor hij in 2014 terugkeerde in Zimbabwe.